# Slashdot-Effekt
Als Slashdot-Effekt oder Slashdotting wird im englischsprachigen Netzjargon eine durch die Leser einer besonders populären Website oder eines populären Social-Media-Accounts verursachte Überlastung eines Web-Servers bezeichnet. Weitere Bezeichnungen im deutschsprachigen Raum sind Heise-Effekt oder Twitter-Effekt.

## Weitere Details
Der Slashdot-Effekt oder das Slashdotting tritt auf, wenn eine bisher wenig populäre Webseite von einem IT-Online-Magazin wie Slashdot oder heise aufgegriffen wird und so binnen Minuten ein erheblicher Benutzeransturm auf die Webseite beginnt. Dieser führt oft dazu, dass erheblicher Datenverkehr verursacht wird und der Server vorübergehend einzelne Anfragen nicht mehr oder nur noch sehr langsam beantworten kann. Die Seite ist dann „geslashdottet“ (englisch slashdotted).
Im deutschsprachigen Raum spricht man analog dazu auch vom Heise-Effekt („Server wurde geheist“) bei der Erwähnung einer Webseite bei heise online. Auch andere Nicht-IT-Online-Magazine (etwa tagesschau.de, Spiegel Online oder CNN) können ähnlichen Datenverkehr verursachen, wenn sie eine Webseite erwähnen, deren Server dem Ansturm nicht gewachsen ist.
Große Webseiten, die von einer Server-Farm bedient werden, haben meistens keine Probleme mit dem erhöhten Datenverkehr. Es sind vor allem kleinere Einzel-Server, die einem Slashdot-Effekt zum Opfer fallen. Manchmal wird der Slashdot-Effekt scherzhaft mit einem DDoS-Angriff verglichen. Um den Ansturm auf die betroffenen Seiten zu reduzieren, werden von unabhängigen Seiten Mirrors angeboten in der Hoffnung, dass die Leser auf die Mirrors anstelle der Originalseite zugreifen. Koordiniert werden solche Projekte von Coral und MirrorDot.